# ジャパン・バード・フェスティバル
ジャパン・バード・フェスティバル（Japan Bird Festival/略称：JBF）は、2001年から毎年11月に千葉県我孫子市の手賀沼周辺を会場にして行われている、「人と鳥との共存」を主テーマにした日本最大級の鳥のイベント。

## 概要

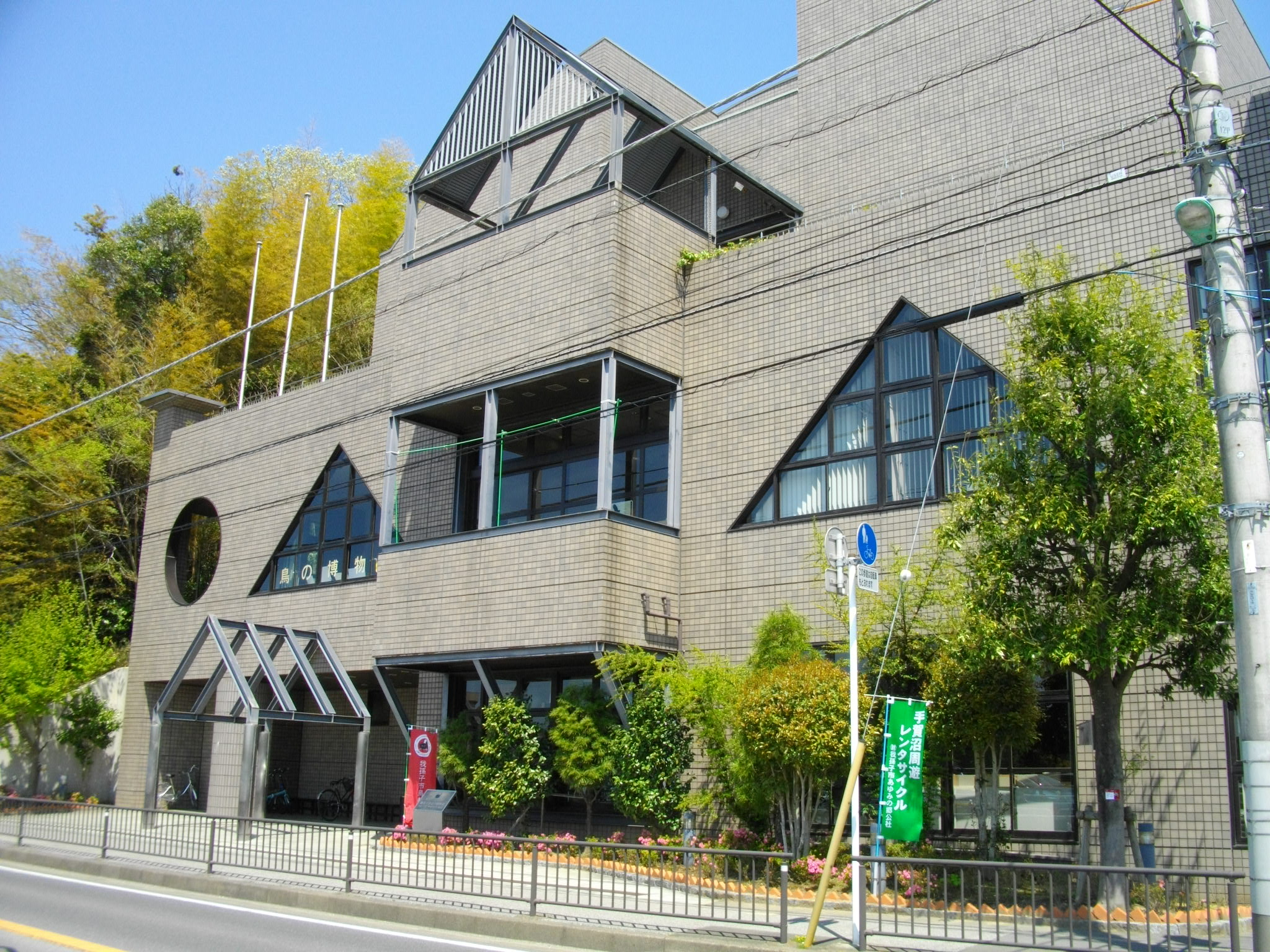
これまで会場のひとつになった我孫子市鳥の博物館

東京近郊の野鳥観察地の一つである手賀沼周辺で5～6会場に分かれて開催されている。
これまで会場となったのは我孫子市生涯学習センター「アビスタ」、手賀沼公園、我孫子市鳥の博物館、手賀沼親水広場と同所内の「水の館」、山階鳥類研究所などで、2009年から手賀沼公園に代わり「鳥博広場」（2017年よりオオバン広場と改称）が会場となる。
会場では子どもから年配者まで幅広い年代を対象に、行政・NPO・学生・市民団体などによる鳥・自然環境に関する研究・活動の発表、
世界の双眼鏡や望遠鏡の体験・超望遠撮影体験コーナー、鳥の彫刻・写真展や、子供工作教室、船上バードウォッチングやスタンプラリーなどが行われている。また、企業の環境保護に対する取り組みなども紹介され、鳥に関するグッズの販売コーナーもある。
10回目を迎える2010年から『全日本鳥フォトコンテスト -BIRD-1グランプリ-』を新たに開催。アビスタ会場にて作品展と審査員による講演会を開催する。
主催する実行委員会には我孫子市をはじめ、山階鳥類研究所、日本鳥類保護連盟、日本野鳥の会千葉県、千葉県野鳥の会、
日本雁を保護する会、我孫子野鳥を守る会、我孫子市鳥の博物館友の会、日本バードカービング協会、日本望遠鏡工業会、我孫子市商工会などが参加する。
2022年は一部会場を変更し、11月５日（土）、6日（日）に3年ぶりにリアル開催された。
＊「水の館」の改修工事期間に開催日があたるため、2016年のJBFでは「水の館」会場は使用されなかった。
＊2020年、2021年は新型コロナウイルスの感染状況を鑑み、一部のイベントのみをオンラインにて開催。　配信URL　 https://bit.ly/31MsVOI 
＊2022年は感染症拡大防止対策として、会場を「我孫子駅前」「アビイホール」「アビスタ」「手賀沼公園」の４会場にし実施。

## 沿革
- 2001年11月-手賀沼湖畔の我孫子市で誕生。
  - 千葉県我孫子市内にある、国内唯一の民間鳥類研究機関山階鳥類研究所と国内唯一の鳥類専門博物館の我孫子市鳥の博物館、県内最初に誕生した我孫子野鳥を守る会をはじめ、日本鳥類保護連盟・日本野鳥の会・日本バードカービング協会・日本望遠鏡工業会や我孫子市などが集結しJBF実行委員会を結成。第1回目のフェスティバルを同2001年11月17日・11月18日に開催し、毎年1回規模を拡大しながら開催。
  - 2004年より小学校、中学校、高等学校の児童・生徒の皆さんが、生物・環境に関する研究を発表する貴重な場「JBF 環境学会」を開催し、毎年実施されている。
  - 10回目を記念し2010年から『全日本鳥フォトコンテスト -BIRD-1グランプリ-』を新たに開催。アビスタ会場にて作品展と審査員による講演会を開催し、毎年実施されている。
  - 2021年2月、ジャパンバードフェスティバル2019が「第25回ふるさとイベント大賞」の大賞【内閣総理大臣賞】を受賞。

## オオバン賞

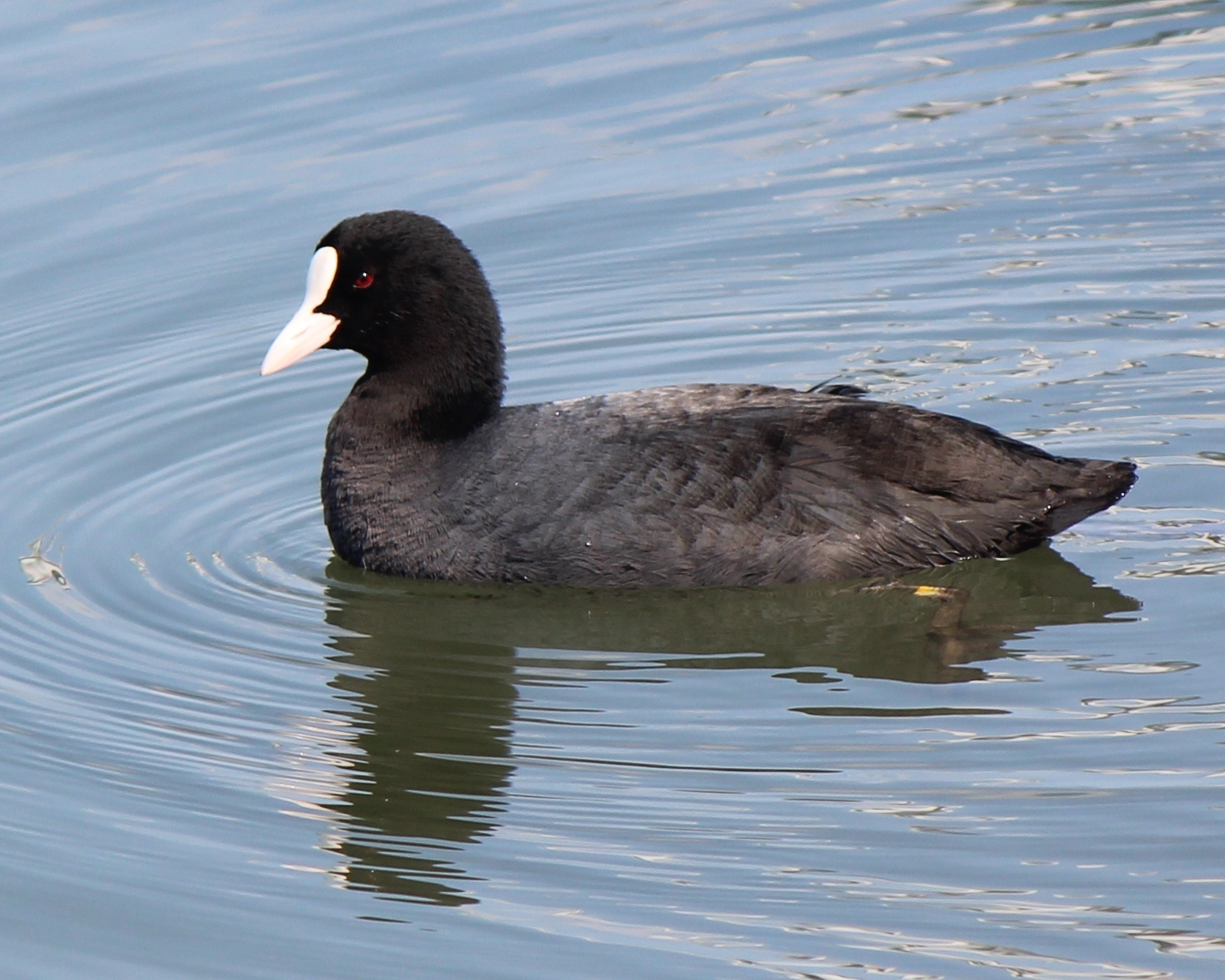
最も評価された団体にオオバン賞が授与される。水鳥のオオバンは我孫子市の鳥に制定されている。

出展・参加した団体（NGO、NPO、任意団体、学生グループ、行政など）が行った展示、実施プログラムを審査。
JBF実行委員による投票の結果、最も評価された団体がオオバン賞、次点がバン賞として表彰される。受賞団体は次回の出展料が無料。

### 歴代受賞者
- 2001年：オオバン賞：田んぼでカワセミを育てる会、バン賞：埼玉県野鳥の会 / 千葉県野鳥の会
- 2002年：オオバン賞：我孫子野鳥を守る会、バン賞：Field Assisant Network
- 2003年：オオバン賞：都立五日市高校INKO、バン賞：日本野鳥の会千葉県支部
- 2004年：オオバン賞：江戸崎雁の郷友の会、バン賞：日本野鳥の会茨城支部
- 2005年：オオバン賞：日本野鳥の会茨城支部、バン賞：キッズネスト(企画集団まなびいあびこ)、(財)日本野鳥の会
- 2006年：オオバン賞：野生動物救護の会かながわ、バン賞： (社)生態系トラスト協会／中西悟堂研究会、日本バードカービング協会、Field Assistant Network
- 2007年：オオバン賞：竜ヶ崎バードウォッチングクラブ、バン賞：牛久自然観察の森
- 2008年：オオバン賞：知床羅臼町観光協会、バン賞：あびこ谷津学校友の会
- 2009年：オオバン賞：利根運河の生態系を守る会、バン賞：野村典儀（鳥の切り絵）
- 2010年：オオバン賞：牛久自然観察の森、バン賞：小笠原　母島観光協会
- 2011年：オオバン賞：釧路観光連盟・根室観光連盟・釧路市・根室市、バン賞：神奈川 野生動物救護連絡会＋神奈川ウォーターネットワーク
- 2012年：オオバン賞：漂着アザラシの会・NPO法人日本野鳥の会十勝支部・浦幌野鳥倶楽部、バン賞：台湾野鳥保育協会
- 2013年：オオバン賞：知床羅臼町観光協会、バン賞：我孫子 野鳥を守る会
- 2014年：オオバン賞：日本ワイルドライフアート協会、バン賞： 一般社団法人 東京諸島観光連盟 小笠原村観光局
- 2015年：オオバン賞：Tum-Eco Tour Co.Ltd（モンゴル）、バン賞： 天売島ケイマフリぷろじぇくと
- 2016年：オオバン賞：Off to Bhutan Travel（ブータン）、バン賞： コウノトリの個体群管理に関する機関・施設間パネル(IPPM-OWS)
- 2017年：オオバン賞：リトルターン・プロジェクト作品展、バン賞： Hawaii Island Festival of Birds（ハワイ）
- 2018年：オオバン賞：ハス田の防鳥ネットに罹る野鳥たち（日本野鳥の会茨城県）、バン賞： NPOさとやま
- 2019年：オオバン賞：羽幌シーバードフレンドリー推進協議会、バン賞：「ワッシーくんと学ぼう！猛禽類保護と生態！」（鳥海イヌワシみらい館・猛禽類保護センター）
- 2020年：新型コロナウイルスの感染拡大防止のため、一部のイベントのみをオンラインにて開催。出展がないため該当なし。
- 2021年：新型コロナウイルスの感染拡大防止のため、一部のイベントのみをオンラインにて開催。出展がないため該当なし。
- 2022年：出展者数を制限し開催したため該当なし。
- 2023年：オオバン賞：Team SPOON、バン賞：NPO法人藤前干潟を守る会

## 過去の開催
- 第1回：2001年11月17日・11月18日
- 第2回：2002年11月16日・11月17日
- 第3回：2003年11月8日・11月9日
- 第4回：2004年11月6日・11月7日
- 第5回：2005年11月5日・11月6日
- 第6回：2006年11月3日・11月4日
- 第7回：2007年11月10日・11月11日
- 第8回：2008年11月8日・11月9日、来場者数3万3,000人
- 第9回：2009年11月7日・11月8日、来場者数3万8,000人
- 第10回：2010年10月23日・10月24日
- 第11回：2011年10月22日・10月23日
- 第12回：2012年11月3日・11月4日
- 第13回：2013年11月2日・11月3日
- 第14回：2014年11月1日・11月2日
- 第15回：2015年10月31日・11月1日
- 第16回：2016年11月5日・11月6日
- 第17回：2017年11月4日・11月5日
- 第18回：2018年11月3日・11月4日
- 第19回：2019年11月2日・11月3日　＊「第25回ふるさとイベント大賞」の大賞【内閣総理大臣賞】を受賞
- 第20回：2020年11月7日・11月8日　（オンライン開催）
- 第21回：2021年11月6日・11月7日　（オンライン開催）
- 第22回：2022年11月5日・11月6日
- 第23回：2023年11月4日・11月5日
- 第24回：2024年11月2日・11月3日開催予定

## 第24回開催予定
開催日時
2024年11月2日（土）　9：30～16：00
2024年11月3日（日）　9：30～15：00
会場：千葉県我孫子市
第1会場：我孫子市生涯学習センター「アビスタ」
第2会場：手賀沼親水広場
第3会場：水の館
第4会場：オオバン広場
第5会場：我孫子市鳥の博物館
第6会場：山階鳥類研究所